# Rémecskék 4.
A Rémecskék 4. (Critters IV) 1991-ben bemutatott amerikai sci-fi horror-komédia, a Rémecskék mozisorozatának negyedik része Rupert Harvy rendezésében. Egyszerre forgatták a 3. résszel. A 3. részből adódó egyenes folytatás ellenére a 4. rész története új szálon és távolabbi idősíkon zajlik, illetve emellett végső lezárást ad a mozisorozatnak. Egészen 2019-ig nem élesztették fel a rémeket, amikor egy különálló új film érkezett.

## Cselekmény
Charlie MacFadden lerombolt épület alagsorában éppen elintézte volna az utolsó két rémtojást, amikor újabb váratlan esemény történt. Ug-tól érkezik egy meghökkentő üzenet, miszerint a kihalás szélére sodródott különleges faj utolsó tojásait meg kell őrizni. Az Intergalaktikus Tanács képviselője hibernálja a fickót és a tojásokkal együtt kilövi a világűrbe. 50 mélyhűtött év után találja meg őket egy roncsgyűjtő csapat. A Terracor nagyvállalat nevében egy üres űrállomásra viszik őket, ami rejtélyes módon elhagyatottnak tűnik. Ám a roncsgyűjtő-vezető Rick képtelen megállni és kinyitja a szállítóhajót. A Rémecskék természetesen elszabadulnak. Ráadásul kiderül, hogy Charlie már senkiben sem bízhat meg és a Terracor egyéb szörnyűségeket is tartogat az eddigi rémek mellett...

## Szereplők
Don Opper - Charlie MacFadden
Paul Whitthorne - Ethan
Anders Hove - Rick
Angela Bassett - Fran
Terrence Mann - Tanácsadó
Brad Dourif - Albert
Eric Dare - Bernie